# Soecharevskaja
Soecharevskaja (Russisch: Сухаревская uitspraakⓘ) is een station aan de Kaloezjsko-Rizjskaja-lijn van de Moskouse metro.

## Geschiedenis

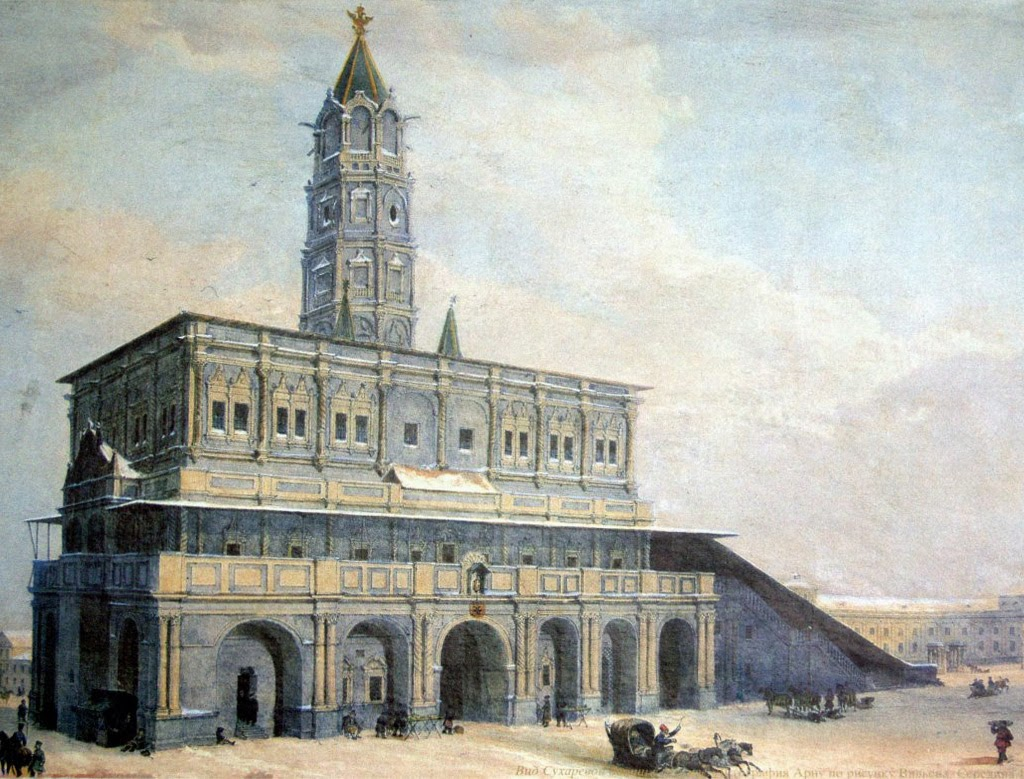
De Soecharevtoren

Het station werd op 5 januari 1972 geopend als onderdeel van het sluitstuk van de Kaloezjsko-Rizjskaja-lijn tussen het zuidelijke eindpunt van de Rizjskaja-radius, Prospekt Mira en het noordelijke eindpunt van de Kaloezjskaja-radius, Plosjtsjad Nogina. Het station is het 90e van het Moskouse net en werd destijds Kolchoznaja genoemd naar de collectieve boerderijen in de Sovjet-Unie. Op 5 november 1990 volgde de omdoping in Soecharevskaja toen ook het Kolchozplein werd omgedoopt. De huidige naam is afkomstig van de Soecharevtoren die door Peter de Grote aan het plein bij de zeventiende-eeuwse stadsmuur was opgetrokken en in 1934 is gesloopt.

## Ligging en inrichting
De enige verdeelhal van het station ligt onder de Sretenkastraat tussen het kleine en grote Soecharevplein en heeft op elk van de pleinen een toegang. De verdeelhal is met roltrappen verbonden met de middenhal van het pylonenstation op 43 meter diepte. Zowel de middenhal en de perrontunnels hebben een diameter van 8,5 meter. De perrons hebben een lengte van 156 meter, de middenhal is slechts 72 meter lang. De pylonen zijn afgewerkt met lichtgeel gazgan-marmer dat in vier kolommen is aangebracht en daarmee meerdere kolommen per pyloon suggereert. De tunnelwanden zijn bekleed met koelga marmer en reliëfs van de hand van E.P. Kaloepanov en S.F. Kaloepanova. De vloer bestaat uit grijs graniet.

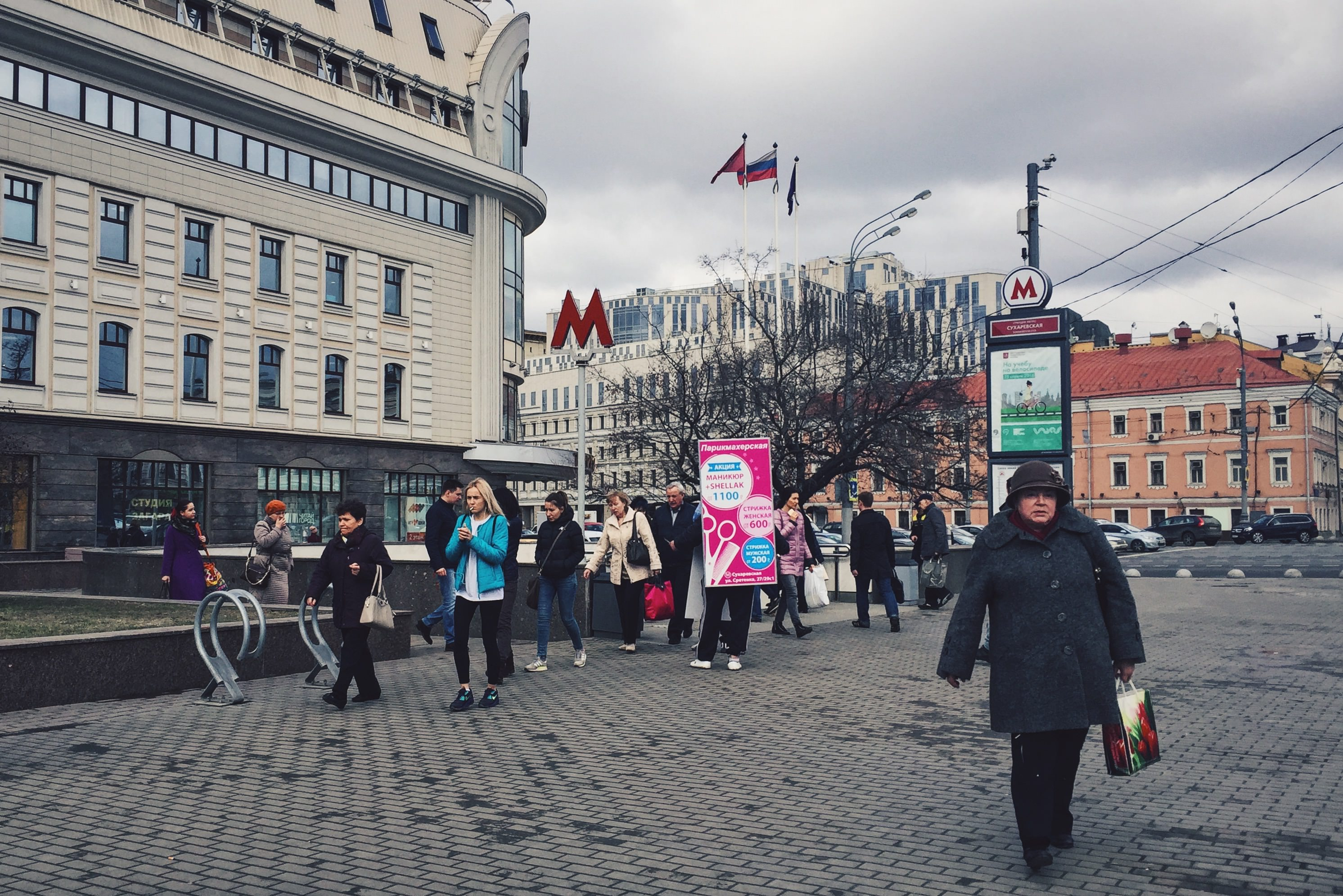
De toegang op het kleine Soecharevplein
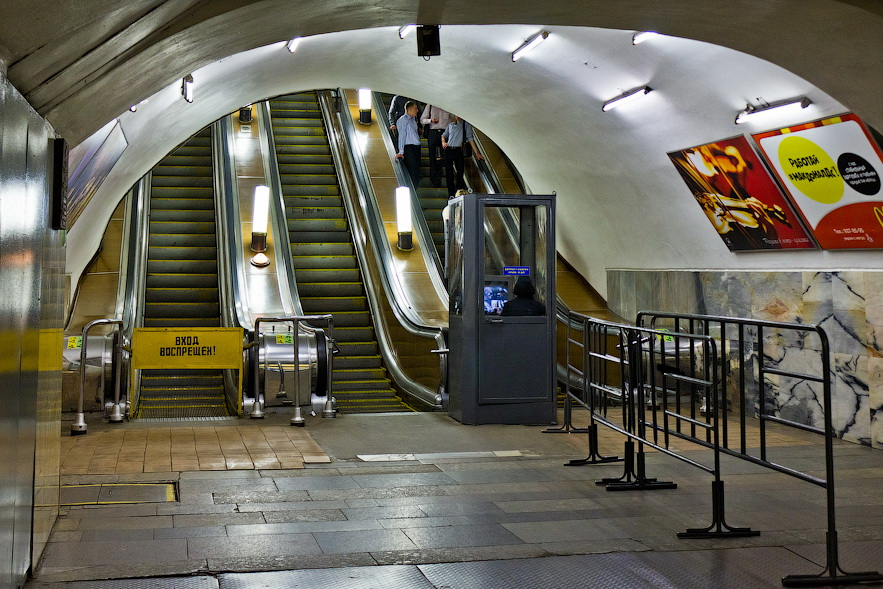
De roltrappen met opzichter
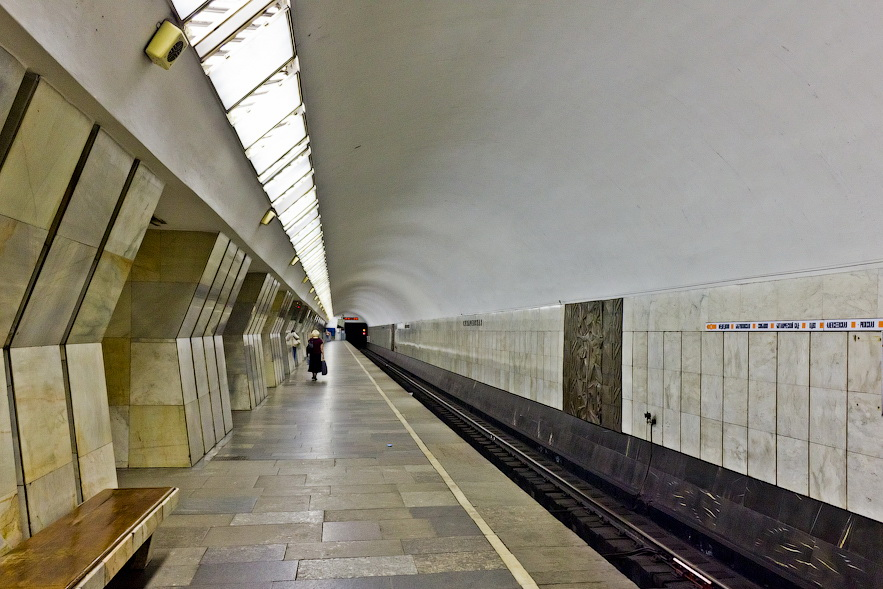
Het perron en de reliëfs op de tunnelwand

In 2002 werden 41.900 reizigers per dag geteld. Doordeweeks vertrekt de eerste metro richting het centrum om 5:45 uur, in het weekeinde om 5:47 uur. Richting het noorden vertrekt de eerste metro om 5:48 uur op even dagen. Op oneven dagen is dat 5:47 uur doordeweeks en 5:46 uur in het weekeinde.

## Metro 2033
De roman Metro 2033 van Dmitri Gloechovski speelt zich gedeeltelijk af op dit station.